# Bethlehemkerk (Breda)
De Bethlehemkerk is een voormalige kerk in de wijk Gageldonk, onderdeel van de Haagse Beemden te Breda.
De Bethlehemparochie werd opgericht in 1977. In eerste instantie kerkte men in de nabijgelegen Kapel van Gageldonk. Al snel werd er gesproken over de bouw van een nieuwe kerk. Deze werd tussen 1978 en 1980 gebouwd op enkele tientallen meters afstand van de middeleeuwse kapel.
Het kerkje is gebouwd in te stijl van de Bossche School Het ziet er in eerste instantie niet uit als een kerk. De gedachte was dat de kerk moest zijn als een huis tussen de huizen. 
De kerk is sinds 2013 niet meer in gebruik en verkocht aan twee particulieren, die de kerk hebben verbouwd tot twee woningen. De originele architectuur zou in ere worden gehouden. Het bisdom heeft wel geëist dat het gebouw niet meer kan worden geassocieerd met een kerk. De klok en het kruis moesten van het gebouw verwijderd worden. 

## Zie ook

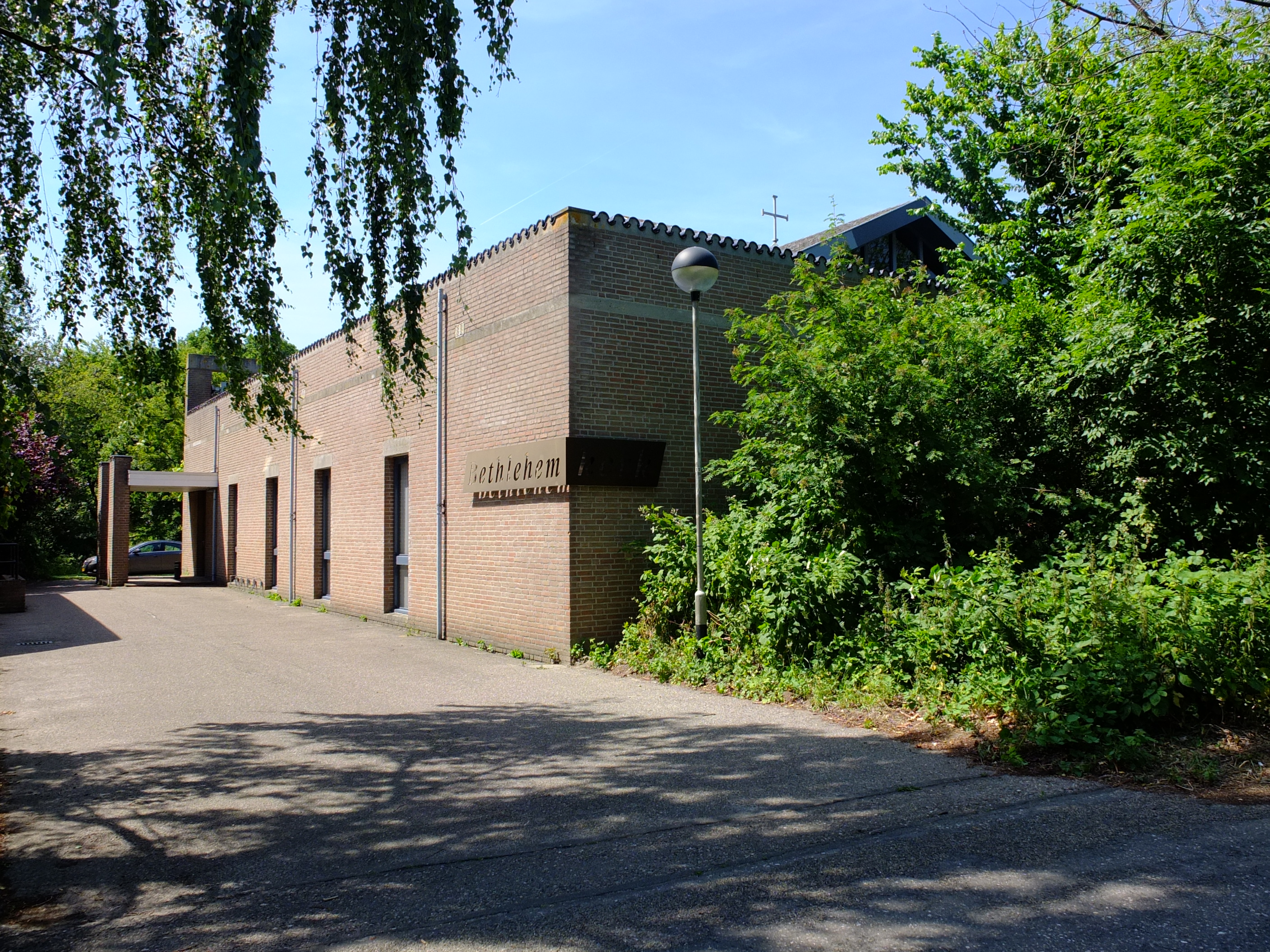
De kerk gezien vanaf het Gageldonksepad